# Larimore
Larimore è un centro abitato (city) degli Stati Uniti d'America, situato nella Contea di Grand Forks, nello Stato del Dakota del Nord. Nel censimento del 2000 la popolazione era di 1.433 abitanti. La città è stata fondata nel 1881. Appartiene all'area metropolitana di Grand Forks.

## Geografia fisica
Secondo i rilevamenti dell'United States Census Bureau, la località di Larimore si estende su una superficie di 1,60 km², tutti occupati da terre.

## Popolazione
Secondo il censimento del 2000, a Larimore vivevano 1.433 persone, ed erano presenti 377 gruppi familiari. La densità di popolazione era di 914 ab./km². Nel territorio comunale si trovavano 620 unità edificate. Per quanto riguarda la composizione etnica degli abitanti, il 96,09% era bianco, lo 0,70% era afroamericano, l'1,47% era nativo e lo 0,63% proveniva dall'Asia. Lo 0,21% apparteneva ad altre razze, mentre lo 0,91% appartiene a due o più razze. La popolazione di ogni razza ispanica corrispondeva all'1,12% degli abitanti.
Per quanto riguarda la suddivisione della popolazione in fasce d'età, il 27,6% era al di sotto dei 18, il 5,4% fra i 18 e i 24, il 27,4% fra i 25 e i 44, il 19,4% fra i 45 e i 64, mentre infine il 20,2% era al di sopra dei 65 anni di età. L'età media della popolazione era di 39 anni. Per ogni 100 donne residenti vivevano 91,8 maschi.